# Massa Martana
Massa Martana település Olaszországban, Umbria régióban, Perugia megyében. Lakosainak száma 3613 fő (2023. január 1.). Massa Martana Giano dell'Umbria, Spoleto, Acquasparta, Gualdo Cattaneo és Todi községekkel határos.

## Népesség
A település lakossága az elmúlt években az alábbi módon változott:
| Lakosok száma | 3773 | 3742 | 3613 |
|               | 2015 | 2018 | 2023 |